# Strašení Billa Crouse
Strašení Billa Crouse nebo také Jak se zbavit Billa Crouse a Neodbytný Bill Crouse (v anglickém originále The Haunting of Bill Crouse) je pátý díl první série britského sitcomu z prostředí informačních technologií Ajťáci. Poprvé byla epizoda odvysílána 24. února 2006 na stanici Channel 4. České premiéry se díl dočkal 23. května 2008.

## Synopse
Jen Barber se snaží vyhnout neodbytnému Billu Crousovi. Rande s ním totiž nedopadlo podle jejích představ. Nechá se Mossem zapřít, ten však není zdatným lhářem a oznámí Billovi, že Jen zemřela. Tuto fámu chlípník Bill rozšíří po firmě, zatímco Moss projevuje pokrok ve lhaní, což má za následek další komické situace.

## Příběh
Jen Barber si vyšla na večeři s kolegou Billem Crousem, ale rychle zjistí, že přestřelila. Další den se zavře ve své kanceláři a nechá se zapřít. Do pracovny IT techniků napochoduje Bill s kyticí v ruce a dožaduje se setkání s Jen. Maurice Moss není žádný lhář, ale od Jen dostal instrukce, aby si vymyslel cokoliv, co odradí Billa. Mosse nenapadne nic jiného než říci, že Jen zemřela. Bill Crouse tomu nechce uvěřit, ale Moss zdůrazní, že takovou věc by si přece nemohl vymyslet.
Bill odchází, aby se o tuto novinku podělil s ostatními kolegy ve firmě, přičemž neopomene vyzdvihnout lež, aby se udělal lepším:
„Mimochodem jsem byl poslední, kdo se s Jen vyspal!“
Roy se jde začepýřit za Judy do etáže. Sympatické dívce chce předat vizitku, vyjde však najevo, že se jedná o omyl. Dívka se jmenuje Julie, Judy je jiná dívka - o poznání méně sympatická. Vyděšený Roy opouští místnost.
Jen vychází ze své kanceláře a hodlá si koupit kafe. Zakopne o navršené květiny a svůj portrét přede dveřmi IT oddělení. Moss nechce jít s pravdou ven a tak spřádá další lži - řekne Jen, že je ve firmě natolik oblíbená, že vyhrála anketu Zaměstnanec měsíce.
V jedné z etáží se koná pietní vzpomínka na Jen. Denholm Reynholm pozval Eltona Johna, aby zazpíval na její počest. Do místnosti vkročí Jen a neskrývá své dojetí. Že se jedná o nedorozumění jí dojde poté, co přítomní pracovníci dají najevo své znechucení nad faktem, že není mrtvá.
V suterénu si Jen podá Mosse za onu lež, zoufalý Moss prozradí na Billa Crouse, že o Jen šíří fámu, že se s ním vyspala. Jen se vydává na odvetnou akci, jede za Billem domů, aby si to s ním vyřídila. V dešti se jí porouchá auto a tak jde kousek pěšky. Podaří se jí vyděsit Billa, který ji stále pokládá za mrtvou.
Když se v kanceláři objeví Judy, Moss (jenž se již vypracoval v mazaného sedmilháře) ani nemrkne a vypustí svou „osvědčenou“ frázi:
„Roy je mrtvý!“
V závěrečné sekvenci se koná za přítomnosti Eltona Johna pietní akce za jednoho ze starších zaměstnanců firmy Reynholm Industries, který se v epizodě také mihl.

## Kulturní reference
- v úplném závěru epizody (za závěrečnými titulky) potká Roy Judy na ulici, ta na něj ukáže a vydá táhlý skřek, jde o odkaz na americký film z roku 1978 Invaze zlodějů těl (anglicky Invasion of the Body Snatchers).[3]

## Chyba v epizodě
- Když rozrušený Bill Crouse přijde domů, nalije si whisky do sklenice. Poté, co spatří z okna venku postavu, o níž se domnívá, že je to duch Jen, zpanikaří a spadne na podlahu. Sklenici už není vidět a ani není slyšet, že by dopadla na zem, ačkoli ji Bill před pádem držel v ruce.[4][5]